# Ututo
Ututo és una distribució de programari de GNU/Linux basada en gentoo. El nom fa referència a un llangardaix o Dragó molt conegut al nord de l'Argentina. La fundació de programari lliure, FSF considera el projecte Ututo uns dels millors per demostrar el poder del Programari Lliure. Aquesta distribució va ser utilitzada per en Richard Stallman abans de canviar a gNewSense i, posteriorment a Trisquel.
La seva primera versió, gravada massivament per primera vegada a l'octubre de l'any 2000 en Argentina per Diego Saravia, de la Universitat Nacional de Salta, era molt simple d'utilitzar i funcionava des del CDROM sense necessitat d'instal·lació (aquesta forma de distribuir un sistema operatiu, es coneix en anglès com "live CD/DVD" o simplement "live". Alguns programadors els anomenen, "viu").
Ututo va ser una de les primeres distribucions "live" o "CD viu" GNU/Linux del món. En l'any 2002 es crea Ututo-R, que oferix la possibilitat d'operar com un router de xarxes. Aquesta versió va ser creada per Marcos Zapata i va ser instal·lada, entre altres llocs, en les escoles del govern de la ciutat de Buenos Aires. En l'any 2004 neix el projecte UTUTO-i, que és el derivat més important d'Ututo. Que després es convertirà en el Projecte UTUTO com gestor de projectes basats en programari lliure i la distribució rep el nom de UTUTO XS.
L'última versió és la XS 2012.04. L'1 de desembre del 2013, s'anuncia la discontinuïtat del projecte deixant el manteniment i l'actualització del codi i dels dipòsits de programari.